# Kon Tum (cidade)
Kon Tum (em vietnamita: Thành Pho Kon Tum) é uma cidade no Vietname, capital da província de Kon Tum e situado próximo à fronteira com o Laos e o Camboja. Possui uma área de 432,98 km² e sua população, em 2010, era de 143 467 habitantes.